# MAZ-537
MAZ-537 - je težki tovornjak za prevoz tankov, ki ga je zasnoval beloruski Minski avtomobilni zavod (MAZ). Tovornjak lahko  na polpriklopnikih ČMZAP - 9990 ali ČMZAP -5247G transportira tovore do 50 ton. 